# Scioglyptis irrorata
Scioglyptis irrorata là một loài bướm đêm trong họ Geometridae.